# وکلای بدون مرز
وکلای بدون مرز (LWOB) یک سازمان بین‌المللی غیرانتفاعی است که در سال ۲۰۰۰ تأسیس شده‌است، و در سراسر جهان از دفتر مرکزی آن واقع در نیوهیون، کنتیکت، ایالات متحده آمریکا فعالیت می‌کند. شرکت منفرد آن: وکلای بدون مرز انگلستان، در سال ۲۰۰۳ تأسیس شد و مقر آن در لندن است.البته امروزه  اکثردانشکده های حقوق معتبر در جهان سعی در ایجاد شعبه و یا دپارتمانی برای وکلای بدون مرز LOWBدارند.وکلا از سراسر جهان به عنوان داوطلب  باLOWB به صورت جداگانه همکاری کرده یا از طریق کارفرمایان خود (معمولاً یا یک شرکت حقوقی) در LWOB عضو هستند. تا به امروز، کشورهایی که بیشترین تعداد داوطلب وکالت را در کارهای میدانی LWOB دارند، ایالات متحده، کانادا، انگلستان و استرالیا هستند. آنها از کشورهای در حال توسعه و مناطقی که از طریق درگیری از طریق آموزش قضات و وکلا در زمینه وکالت محاکمه می‌شوند، پشتیبانی می‌کنند. زمینه‌های اصلی برنامه عبارتند از: قوانین جزایی (عمومی)، قاچاق افراد، وراثت و جانشینی و پایه‌های جنسیتی و خشونت خانگی ارزیابی و ارزیابی، مساعدت فنی (نقشه راه، دفترچه راهنما، تجزیه و تحلیل حقوقی، تحقیقات و تهیه قانونگذاری) و دسترسی به جامعه. کار سازمان بر دسترسی به موضوعات عدالت متمرکز شده‌است و تا به امروز مضامین مشارکت و مشارکت مدنی، آموزش مبتنی بر حقوق با همکاری سازمان‌های غیردولتی محلی (در کشور) و آموزش مبتنی بر حقوق تعبیه شده در LWOB را پشتیبانی و مدیریت کرده‌است. برنامه‌های LWOB معمولاً توسط بنیادهای شخص ثالث و آژانسهای تأمین هزینه تأمین می‌شوند.
جهت‌گیری این سازمان کاملاً خنثی است، مانند نهضت بین‌المللی صلیب سرخ و هلال احمر. این رسانه از تبلیغات برای جلب توجه به کارهای خود در داخل کشور استفاده نمی‌کند و به خاطر امنیت وکلا و صحت کار در داخل کشور، اغلب برنامه‌های خود را به خوبی زیر نظر مطبوعات بین‌المللی انجام می‌دهد. این رویکرد به LWOB کمک کرده‌است تا احترام دولت‌ها و مقاماتی را که ممکن است در غیر این صورت مشارکت داخلی سازمان‌های غیردولتی بین‌المللی محدود باشند، جلب کند. برنامه‌ها و مدل‌های LWOB در سراسر آفریقا (لیبریا، کنیا، اتیوپی، نامیبیا، کامرون، تانزانیا، موزامبیک، رواندا و اوگاندا) پیاده‌سازی شده‌است. مناطقی خارج از آفریقا که کار در آنجا انجام شده یا برنامه‌ریزی شده‌اند عبارتند از: قرقیزستان، چین، آلبانی، هند.

## تقسیمات دانشجویی
در حال حاضر پنج بخش دانشجویی وکلای بدون مرز به تصویب رسیده‌اند: یکی در دانشگاه دورام (انگلستان)، دیگری در دانشگاه کمبریج (انگلیس)، دیگری در دانشکده اقتصاد لندن (انگلیس)، دیگری در دانشکده حقوق بروکلین (ایالات متحده آمریکا)، دیگری در دانشکده حقوق نیویورک (ایالات متحده)، از سال ۲۰۱۱، یکی در دانشگاه آکسفورد (انگلستان)، دیگری در دانشگاه سیتی لندن، دیگری در دانشکده مطالعات شرقی و آفریقایی (انگلیس)، دیگری در یکی در دانشگاه دانشگاه آبردین (انگلیس) و یکی در دانشگاه صنعتی کوئینزلند (AUS). هر سال در طول سه دوره: پاییز، زمستان / بهار و تابستان، دوره‌های کارآموزی داخلی را به حداکثر سی (۳۰) دانشجو ارائه می‌دهد. دستورالعمل برنامه‌های کارآموزی در وب سایت LWOB.org موجود است. برخی از دوره‌های کارآموزی مجازی هر ساله در دسترس هستند و مکانهای داخلی به‌طور کلی برای دوره‌های بین ۶ تا ۱۲ ماه در کنیا، لیبریا و انگلستان در دسترس هستند.
وکلای حقوقی بدون مرز TM یک سازمان رسمی محافظت از علامت تجاری "بدون مرز" است. هیچ ارتباطی با پزشکان بدون مرز ندارد. "
وکلای بدون مرز معمولاً با نام اختصاری سازمان ملل متحد، LWOB شناخته می‌شوند.